# 나무소프트
나무소프트(Namusoft)는 대한민국의 소프트웨어 회사로, 서울특별시 금천구 가산동에 본사를 두고 있다. 2001년 9월에 오픈버드라는 사명으로 설립되었으며, 2007년 10월에 현재와 같은 사명으로 변경하였다. 대표 이사는 우종현이다.
ECM(Enterprise Content Solution) 솔루션 기업으로 웹하드, EDMS, 검색엔진 등의 기업용 기반 기술을 개발, 서비스하고 있다.

## 제품
- 엔터프라이즈 디스크 - 네트워크 드라이브 기반의 기업용 파일 관리 소프트웨어
- Filing Planner - 웹 기반 업무 관리 소프트웨어
- 엔터프라이즈 폴더
- 차트 에디터
- 태그 서치
- 필터드라이브

### 파일링플래너
```
파일링플래너(Filing Planner)는 웹 기반 업무 관리 
소프트웨어
이다. 파일링플래너는 업무 수행에 대한 자원을 비용과 시간으로 관리하여 객관적인 평가지표를 제시한다.
```

### 엔터프라이즈 디스크
엔터프라이즈 디스크 (Enterprise Disk)는 네트워크 드라이브 기반의 기업용 파일 관리 소프트웨어이다. 업무용 파일을 개인 컴퓨터에 저장하는 것이 아니라 회사 디스크에 통합 저장하고, 회사의 정보 권한에 따라 파일의 접근과 협업이 이루어지도록 하는 것이 특징이다.